# Девлезеркино
Девлезеркино (чув. Тилечер) — село в Челно-Вершинском районе Самарской области, административный центр сельского поселения Девлезеркино.

## География
Находится на расстоянии примерно 6 километров по прямой на восток от районного центра села Челно-Вершины.

## История
Село было основано в 1705 году. В 1747 году уже было 218 жителей. Упоминается по разным данным с 1710 или 1716 годов. Название отражает родину переселенцев деревню Девлезери Казанского уезда. После крещения в 1757 в селе открыт приход, построена Свято-Троицкая церковь. После этого до XIX века село официально называлось Троицкое.

## Население
Постоянное население составляло 953 человека (чуваши 86%) в 2002 году, 762 в 2010 году.